# Liste der Nummer-eins-Hits in Griechenland (2010)
| Alben (internationale Künstler) |
| --- |
| - Susan Boyle − I Dreamed a Dream - 3 Wochen (01/2010 – 03/2010) - Ke$ha – Animal - 3 Wochen (04/2010 – 06/2010) - Sade – Soldier of Love - 3 Wochen (07/2010 – 09/2010) - Musical / Andrew Lloyd Webber − Love Never Dies - 2 Wochen (10/2010 – 11/2010) - Scorpions – Sting in the Tail - 1 Woche (12/2010) - Madonna – Sticky & Sweet Tour - 1 Woche (13/2010) - Savatage – Still the Orchestra Plays - Greatest Hits Volume 1 & 2 - 1 Woche (14/2010) - MGMT – Congratulations - 1 Woche (15/2010) - AC/DC – Iron Man 2 (Soundtrack) - 1 Woche (16/2010, insgesamt 2 Wochen) - Gogol Bordello – Trans-Continental Hustle - 1 Woche (17/2010) - Lady Gaga – The Remix - 1 Woche (18/2010) - AC/DC - Iron Man 2 - 1 Woche (19/2010, insgesamt 2 Wochen) - Céline Dion – Taking Chances World Tour - The Concert - 1 Woche (20/2010) - Sex and the City 2 (Soundtrack) - 1 Woche (21/2010) - Soulfly – Omen - 1 Woche (22/2010) - Christina Aguilera – Bionic - 1 Woche (23/2010) - Oasis – Time Flies… 1994–2009 - 1 Woche (24/2010) - Ozzy Osbourne – Scream - 1 Woche (25/2010, insgesamt 3 Wochen) - The Twilight Saga: Eclipse (Soundtrack) - 1 Woche (26/2010, insgesamt 2 Wochen) - Ozzy Osbourne – Scream - 1 Woche (27/2010, insgesamt 3 Wochen) - Eclipse – Bis(s) zum Abendrot (Soundtrack) - 1 Woche (28/2010, insgesamt 2 Wochen) - Ozzy Osbourne – Scream - 1 Woche (29/2010, insgesamt 3 Wochen) - Kylie Minogue – Aphrodite - 1 Woche (30/2010) - Eminem – Recovery - 3 Wochen (31/2010 – 33/2010) - Iron Maiden – The Final Frontier - 4 Wochen (34/2010 – 37/2010) - Hurts – Happiness - 1 Woche (38/2010) - Mihalis – Mihalis - 2 Wochen (39/2010 – 40/2010) - ΠΕΓΚΥ ΖΗΝΑ – ΕΥΑΙΣΘΗΤΗ... Η ΛΟΓΙΚΗ (Special) - 3 Wochen (41/2010 – 43/2010) - Shakira – Sale el sol - 1 Woche (44/2010) - ΣΤΑΜΑΤΗΣ ΓΟΝΙΔΗΣ – ΣΕ ΘΕΛΩ - 1 Woche (45/2010) - Pink Martini – Joy To The World - 1 Woche (46/2010) - Take That – Progress - 1 Woche (47/2010) - ΘΕΟΔΩΡΙΔΟΥ, ΝΑΤΑΣΑ – Η ΖΩΗ ΜΟΥ ΕΡΩΤΑΣ (Dbs) - 1 Woche (48/2010) - ΧΑΤΖΗΓΙΑΝΝΗΣ ΜΙΧΑΛΗΣ – ΤΟ ΚΑΛΥΤΕΡΟ ΨΕΜΑ - 3 Wochen (49/2010 – 51/2010) - ΣΑΚΗΣ ΡΟΥΒΑΣ – ΠΑΡΑΦΟΡΑ Special Edition - 2 Wochen (52/2010 – 01/2011) |